# Zdovbîțea, Zdolbuniv
Zdovbîțea (în ucraineană Здовбиця) este o comună în raionul Zdolbuniv, regiunea Rivne, Ucraina, formată numai din satul de reședință.

## Demografie
Componența lingvistică a comunei Zdovbîțea
     Ucraineană (98,72%)
     Alte limbi (1,25%)
Conform recensământului din 2001, majoritatea populației comunei Zdovbîțea era vorbitoare de ucraineană (98,72%), existând în minoritate și vorbitori de alte limbi.